# Art of Lying
Art of Lying – drugi studyjny album polskiej grupy thrashmetalowej Virgin Snatch. Wydany został 15 lipca 2005 roku nakładem Mystic Production.

## Lista utworów
1. Deprived of Dignity (muzyka: Virgin Snatch; słowa: Zieliński) – 4:08
2. Trans for Mansions (muzyka: Virgin Snatch; słowa: Zieliński) – 4:55
3. Rulez of Conduct (muzyka: Virgin Snatch; słowa: Zieliński) – 3:35
4. My Avenger (muzyka: Virgin Snatch; słowa: Zieliński) – 4:11
5. Art of Lying (muzyka: Virgin Snatch; słowa: Zieliński) – 5:50
6. Stop the Madness (muzyka: Virgin Snatch; słowa: Zieliński) – 3:17
7. Flames Purify All (muzyka: Virgin Snatch; słowa: Zieliński) – 3:59
8. Trust (muzyka: Virgin Snatch; słowa: Zieliński) – 7:24
9. Paranoia (muzyka: Virgin Snatch; słowa: Zieliński) – 5:04

## Twórcy
- Łukasz "Zielony" Zieliński – śpiew
- Grzegorz "Grysik" Bryła – gitara
- Jacek Hiro – gitara
- Tomasz "Titus" Pukacki – gitara basowa
- Jacek "Jacko" Sławeński – perkusja
- Michał "Czecza" Czekaj – oprawa graficzna
- Matthew Bowden – zdjęcie okładki